# Mier y Noriega
Mier y Noriega es una localidad del estado mexicano de Nuevo León. Es cabecera del municipio de Mier y Noriega.

## Demografía
| Censo | Población |
| ----- | --------- |
| 1900  | 925       |
| 1910  | 1447      |
| 1921  | 607       |
| 1930  | 906       |
| 1940  | 1003      |
| 1950  | 1023      |
| 1960  | 1215      |
| 1970  | 1238      |
| 1980  | 1238      |
| 1990  | 1096      |
| 1995  | 1145      |
| 2000  | 1181      |
| 2005  | 1138      |
| 2010  | 1214      |
| 2020  | 1180      |